# Cecropia utcubambana
Cecropia utcubambana là loài thực vật có hoa trong họ Tầm ma. Loài này được Cuatrec. mô tả khoa học đầu tiên năm 1982.